# Bare & Rare
Bare & Rare è il secondo album in studio della cantante sudcoreana Chungha, pubblicato nel 2022.

## Tracce
1. XXXX – 2:48
2. Sparkling – 3:06
3. Louder – 2:59
4. Crazy Like You (featuring Bibi) – 2:55
5. California Dream – 2:59
6. Good Night My Princess – 3:52
7. Love Me Out Loud – 3:24
8. Nuh-Uh – 3:20